# Phalconomus mormoopsis
Phalconomus mormoopsis är en tvåvingeart som beskrevs av Wenzel 1976. Phalconomus mormoopsis ingår i släktet Phalconomus och familjen lusflugor. Inga underarter finns listade i Catalogue of Life.